# Водное поло на летних Олимпийских играх 2012 (женщины)
Соревнования по водному поло среди женских команд на Играх XXX Олимпиады в Лондоне проходили с 30 июля по 9 августа 2012 года.

## Квалификация
| Турнир                    | Дата               | Место проведения | Квота | Команды                       |
| ------------------------- | ------------------ | ---------------- | ----- | ----------------------------- |
| Принимающая страна        | —                  | —                | 1     | Великобритания                |
| Панамериканские игры 2011 | 14—30 октября 2011 | Гвадалахара      | 1     | США                           |
| Отборочный турнир Азии    | 23—29 января 2012  | Тиба             | 1     | Китай                         |
| Отборочный турнир Океании | —                  | —                | 1     | Австралия                     |
| Мировой отборочный турнир | 15—22 апреля 2012  | Триест           | 4     | Испания Италия Россия Венгрия |
| Всего                     |                    |                  | 8     |                               |

## Соревнование

### Групповой этап

#### Группа А
| Место | Команда | В | Н | П | ГЗ | ГП | +/- | Очки |
| ----- | ------- | - | - | - | -- | -- | --- | ---- |
| 1     | Испания | 2 | 1 | 0 | 33 | 26 | +7  | 5    |
| 2     | США     | 2 | 1 | 0 | 30 | 28 | +2  | 5    |
| 3     | Венгрия | 1 | 0 | 2 | 35 | 37 | −2  | 2    |
| 4     | Китай   | 0 | 0 | 3 | 22 | 29 | −7  | 0    |

| 30 июля 14:10 | Отчёт | Испания                                                                                      | 11 : 6 | Китай                                            | Ватерпольная арена Судьи: Алан Балфанбаев, Кори Уильямс |
| 30 июля 14:10 | Отчёт | Счёт по четвертям: 2:2, 4:2, 4:2, 1:0                                                        |        |                                                  | Ватерпольная арена Судьи: Алан Балфанбаев, Кори Уильямс |
| 30 июля 14:10 | Отчёт | Анни Эспар — 3 Дженнифер Пареха, Майка Гарсия, Пилар Пенья — 2 Она Месегуэр, Андреа Блас — 1 | Голы   | Ма Хауаньхуань — 3 Ван И, Хэ Цзинь, Чжан Лэй — 1 | Ватерпольная арена Судьи: Алан Балфанбаев, Кори Уильямс |

| 30 июля 19:40 | Отчёт | Венгрия | 13 : 14 | США                                                                             | Ватерпольная арена Судьи: Брайан Литлджон, Денис Данелон |
| 30 июля 19:40 | Отчёт | Счёт по четвертям: 3:4, 4:4, 2:3, 4:3                                                                       |         |                                                                                 | Ватерпольная арена Судьи: Брайан Литлджон, Денис Данелон |
| 30 июля 19:40 | Отчёт | Барбара Буйка — 4 Дора Анталь — 3 Габриэлла Сюч — 2 Рита Дравуц, Ильдико Тот, Орсолия Такач, Дора Чабаи — 1 | Голы    | Мэгги Стефенс — 7 Кортни Мэтьюсон — 4 Бренда Вилла, Келли Рулон, Ками Крэйг — 1 | Ватерпольная арена Судьи: Брайан Литлджон, Денис Данелон |

| 1 августа 14:10 | Отчёт | Венгрия                                                                          | 11 : 10 | Китай                                                                     | Ватерпольная арена Судьи: Георгиос Ставридис, Светлана Древаль |
| 1 августа 14:10 | Отчёт | Счёт по четвертям: 1:3, 4:4, 4:3, 2:0                                            |         |                                                                           | Ватерпольная арена Судьи: Георгиос Ставридис, Светлана Древаль |
| 1 августа 14:10 | Отчёт | Габриэлла Сюч — 4 Рита Кестейи — 3 Дора Цыгань — 2 Барбара Буйка, Дора Чабаи — 1 | Голы    | Сунь Юцзюнь, Сунь Ятин, Сунь Хуэйцзы, Ма Хуаньхуань — 2 Гао Ао, Ван И — 1 | Ватерпольная арена Судьи: Георгиос Ставридис, Светлана Древаль |

| 1 августа 18:20 | Отчёт | Испания                                                                       | 9 : 9 | США                                                                                               | Ватерпольная арена Судьи: Мари Деслирес, Антон Бервутс |
| 1 августа 18:20 | Отчёт | Счёт по четвертям: 3:1, 2:2, 1:4, 3:2                                         |       |                                                                                                   | Ватерпольная арена Судьи: Мари Деслирес, Антон Бервутс |
| 1 августа 18:20 | Отчёт | Дженнифер Пареха — 4 Майка Гарсия — 2, Лаура Лопес, Анни Эспар, Росер Тарраго | Голы  | Ками Крэйг — 4 Бренда Вилла, Мэгги Стефенс, Мелисса Сейдеманн, Кортни Мэтьюсон, Анника Драйес — 1 | Ватерпольная арена Судьи: Мари Деслирес, Антон Бервутс |

| 3 августа 15:30 | Отчёт | Испания | 13 : 11 | Венгрия                                                                         | Ватерпольная арена Судьи: Массимилиано Капути, Светлана Древаль |
| 3 августа 15:30 | Отчёт | Счёт по четвертям: 4:3, 3:2, 3:2, 3:4                                                                                       |         |                                                                                 | Ватерпольная арена Судьи: Массимилиано Капути, Светлана Древаль |
| 3 августа 15:30 | Отчёт | Анни Эспар — 3 Матильде Ортис, Пилар Пенья, Дженнифер Пареха — 2 Майка Гарсия, Лаура Лопес, Она Месегуэр, Росер Тарраго — 1 | Голы    | Дора Анталь — 4 Барбара Буйка — 3 Рита Кестейи — 2 Рита Дравуц, Дора Цыгань — 1 | Ватерпольная арена Судьи: Массимилиано Капути, Светлана Древаль |

| 3 августа 15:30 | Отчёт | Китай                                                      | 6 : 7 | США                                                                           | Ватерпольная арена Судьи: Дэниел Флехайв, Марие Бргулян |
| 3 августа 15:30 | Отчёт | Счёт по четвертям: 1:0, 2:2, 0:3, 3:2                      |       |                                                                               | Ватерпольная арена Судьи: Дэниел Флехайв, Марие Бргулян |
| 3 августа 15:30 | Отчёт | Сунь Ятин, Ма Хуаньхуань — 2 Сунь Юцзюнь, Сунь Хуэйцзы — 1 | Голы  | Мэгги Стефенс — 3 Эльза Уайндес, Келли Рулон, Бренда Вилла, Анника Драйес — 1 | Ватерпольная арена Судьи: Дэниел Флехайв, Марие Бргулян |

#### Группа B
| Место | Команда        | В | Н | П | ГЗ | ГП | +/- | Очки |
| ----- | -------------- | - | - | - | -- | -- | --- | ---- |
| 1     | Австралия      | 3 | 0 | 0 | 37 | 19 | +18 | 6    |
| 2     | Россия         | 2 | 0 | 1 | 22 | 21 | +1  | 4    |
| 3     | Италия         | 1 | 0 | 2 | 22 | 22 | 0   | 2    |
| 4     | Великобритания | 0 | 0 | 3 | 14 | 33 | −19 | 0    |

| 30 июля 15:30 | Отчёт | Италия                                                                                               | 8 : 10 | Австралия | Ватерпольная арена Судьи: Стивен Ротсарт, Дьёрдь Юнас |
| 30 июля 15:30 | Отчёт | Счёт по четвертям: 1:2, 3:2, 0:4, 4:2                                                                |        | | Ватерпольная арена Судьи: Стивен Ротсарт, Дьёрдь Юнас |
| 30 июля 15:30 | Отчёт | Таня ди Марио, Федерика Радикки — 2 Симона Аббате, Элиза Казанова, Анико Пелле, Роберта Бьянкони — 1 | Голы   | Кейт Гюнтер — 3 Никола Загейм — 2, Гленкора Ральф, Бронвен Нокс, Рови Уэбстер, Эш Саузерн, Холли Линкольн-Смит — 1 | Ватерпольная арена Судьи: Стивен Ротсарт, Дьёрдь Юнас |

| 30 июля 18:20 | Отчёт | Великобритания                                                                | 6 : 7 | Россия                                                                                              | Дворец плавания Индун Судьи: Мари Дислерес, Ни Шивэй |
| 30 июля 18:20 | Отчёт | Счёт по четвертям: 2:3, 3:2, 0:1, 1:1                                         |       | | Дворец плавания Индун Судьи: Мари Дислерес, Ни Шивэй |
| 30 июля 18:20 | Отчёт | Анье Уистанли-Смит — 3 Хло Уилкокс, Франческа Пейнтер-Снелл, Фьона Маккэн — 1 | Голы  | Ольга Беляева, Екатерина Прокофьева — 2 Надежда Федотова, Евгенитя Иванова, Александра Антонова — 1 | Дворец плавания Индун Судьи: Мари Дислерес, Ни Шивэй |

| 1 августа 15:30 | Отчёт | Италия                                                | 4 : 7 | Россия                                                                                       | Ватерпольная арена Судьи: Серхи Боррель, Херман Моллер |
| 1 августа 15:30 | Отчёт | Счёт по четвертям: 0:1, 1:1, 1:4, 2:1                 |       |                                                                                              | Ватерпольная арена Судьи: Серхи Боррель, Херман Моллер |
| 1 августа 15:30 | Отчёт | Таня ди Марио — 2 Симона Аббате, Джулия Рамбальди — 1 | Голы  | Екатерина Лисунова — 3 Ольга Беляева, Софья Конух, Евгения Хохрякова, Екатерина Танкеева — 1 | Ватерпольная арена Судьи: Серхи Боррель, Херман Моллер |

| 1 августа 19:40 | Отчёт | Великобритания                              | 3 : 16 | Австралия | Ватерпольная арена Судьи: Гус Пинкер, Денис Данелон |
| 1 августа 19:40 | Отчёт | Счёт по четвертям: 2:2, 1:3, 1:5, 0:5       |        | | Ватерпольная арена Судьи: Гус Пинкер, Денис Данелон |
| 1 августа 19:40 | Отчёт | Чло Уилкокс — 2 Франческа Пейнтер-Снелл — 1 | Голы   | Рови Уэбстер — 5 Эш Саузерн — 3 Кейт Гюнтер, Гемма Бидсуорт — 2 Бронвен Нокс, Никола Загейм, Гленкора Ральф, Софи Смит — 1 | Ватерпольная арена Судьи: Гус Пинкер, Денис Данелон |

| 3 августа 15:30 | Отчёт | Россия                                                                                                  | 8 : 11 | Австралия                                                                                     | Ватерпольная арена Судьи: Драган Стампалья, Мари Деслирес |
| 3 августа 15:30 | Отчёт | Счёт по четвертям: 4:6, 1:2, 1:0, 2:3                                                                   |        |                                                                                               | Ватерпольная арена Судьи: Драган Стампалья, Мари Деслирес |
| 3 августа 15:30 | Отчёт | Екатерина Лисунова — 3 Евгения Иванова — 2 Ольга Беляева, Екатерина Прокофьева, Александра Антонова — 1 | Голы   | Никола Загейм — 4 Кейт Гюнтер, Бронвен Нокс — 2 Гемма Бидсуорт, Джейн Моран, Рови Уэбстер — 1 | Ватерпольная арена Судьи: Драган Стампалья, Мари Деслирес |

| 3 августа 18:20 | Отчёт | Великобритания                                                                | 5 : 10 | Италия                                                                 | Ватерпольная арена Судьи: Герман Моллер, Кадзухико Макита |
| 3 августа 18:20 | Отчёт | Счёт по четвертям: 2:4, 1:2, 1:2, 1:2                                         |        |                                                                        | Ватерпольная арена Судьи: Герман Моллер, Кадзухико Макита |
| 3 августа 18:20 | Отчёт | Кьяра Гибсон-Бирн — 2 Франческа Пейнтер-Снелл, Алекс Рутлидж, Чло Уилкокс — 1 | Голы   | Джулия Эммоло, Таня ди Марио — 3 Тереза Фрассинетти, Симона Аббате — 2 | Ватерпольная арена Судьи: Герман Моллер, Кадзухико Макита |

### Плей-офф
|  | Четвертьфиналы | Четвертьфиналы |           |           | Полуфиналы        | Полуфиналы        |  |  | Финал     | Финал |
|  |                |                |           |           |                   |                   |  |  |           |       |
|  | 5 августа      |                |           |           |                   |                   |  |  |           |       |
|  |                |                |           |           |                   |                   |  |  |           |       |
|  | Испания        | 9              |           |           |                   |                   |  |  |           |       |
|  | Испания        | 9              | 7 августа |           |                   |                   |  |  |           |       |
|  | Великобритания | 7              |           |           |                   |                   |  |  |           |       |
|  | Великобритания | 7              | Испания   | 10        |                   |                   |  |  |           |       |
|  | 5 августа      |                | Испания   | 10        |                   |                   |  |  |           |       |
|  |                | Венгрия        | 9         |           |                   |                   |  |  |           |       |
|  | Венгрия        | Венгрия        | 9         | 11        |                   |                   |  |  |           |       |
|  | Венгрия        |                | 9 августа | 11        |                   |                   |  |  |           |       |
|  | Россия         | 10             |           |           |                   |                   |  |  |           |       |
|  | Россия         | 10             | Испания   | 5         |                   |                   |  |  |           |       |
|  | 5 августа      |                | Испания   | 5         |                   |                   |  |  |           |       |
|  |                | США            | 8         |           |                   |                   |  |  |           |       |
|  | США            | США            | 8         | 9         |                   |                   |  |  |           |       |
|  | США            | 7 августа      |           | 9         |                   |                   |  |  |           |       |
|  | Италия         | 6              |           |           |                   |                   |  |  |           |       |
|  | Италия         | 6              | США       | 11        | Матч за 3-е место | Матч за 3-е место |  |  |           |       |
|  | 5 августа      |                | США       | 11        | Матч за 3-е место | Матч за 3-е место |  |  |           |       |
|  |                | Австралия      | 9         |           |                   |                   |  |  |           |       |
|  | Китай          | Австралия      | 9         | 18        | Венгрия           | 11                |  |  |           |       |
|  | Китай          |                |           | 18        | Венгрия           | 11                |  |  |           |       |
|  | Австралия      | 20             |           | Австралия | 13                |                   |  |  |           |       |
|  | Австралия      | 20             |           |           | 13                |                   |  |  |           |       |
|  |                |                |           |           |                   |                   |  |  | 9 августа |       |
|  |                |                |           |           |                   |                   |  |  |           |       |

#### 1/4 финала
| 5 августа 14:50 | Отчёт | Венгрия                                                                                                  | 11 : 10 | Россия                                                                                               | Ватерпольная арена Судьи: Массимилиано Капути, Марие Бргулян |
| 5 августа 14:50 | Отчёт | Счёт по четвертям: 3:3, 4:2, 1:3, 3:2                                                                    |         | | Ватерпольная арена Судьи: Массимилиано Капути, Марие Бргулян |
| 5 августа 14:50 | Отчёт | Дора Чабаи, Габриэлла Сюч, Дора Анталь, Ханна Киштелеки — 2 Барбара Буйка, Ильдико Тот, Рита Кестейи — 1 | Голы    | Евгения Иванова — 4 Ольга Беляева, Екатерина Лисунова — 2 Екатерина Прокофьева, Надежда Федотова — 1 | Ватерпольная арена Судьи: Массимилиано Капути, Марие Бргулян |

| 5 августа 16:10 | Отчёт | Китай                                                                                            | 16 (2) : 16 (4) | Австралия | Ватерпольная арена Судьи: Георгиос Ставридис, Драган Стамполия |
| 5 августа 16:10 | Отчёт | Счёт по четвертям: 5:5, 3:3, 4:2, 2:4. Дополнительное время: 2:2                                 |                 | | Ватерпольная арена Судьи: Георгиос Ставридис, Драган Стамполия |
| 5 августа 16:10 | Отчёт | Ма Хуаньхуань — 4 Хэ Цзинь, Тэн Фэй, Сунь Хуэйцзы — 3 Сунь Ятин, Сунь Юцзюнь — 2 Сон Донлунь — 1 | Голы            | Гленкора Ральф — 4 Никола Загейм, Эш Саузерн, Холли Линкольн-Смит — 3 Кейт Гюнтер, Гемма Бидсуорт, Мэл Риппон — 2 Рови Уэбстер — 1 | Ватерпольная арена Судьи: Георгиос Ставридис, Драган Стамполия |

| 5 августа 19:00 | Отчёт | США                                                                                    | 9 : 6 | Италия                                                                     | Ватерпольная арена Судьи: Адриан Александреску, Михайло Чирич |
| 5 августа 19:00 | Отчёт | Счёт по четвертям: 3:3, 3:0, 0:1, 3:2                                                  |       |                                                                            | Ватерпольная арена Судьи: Адриан Александреску, Михайло Чирич |
| 5 августа 19:00 | Отчёт | Мелисса Сейдеманн — 3 Бренда Вилла, Келли Рулон — 2 Мэгги Стефенс, Кортни Мэтьюсон — 1 | Голы  | Таня ди Марио — 3 Федерика Радикки, Роберта Бьянкони, Александра Котти — 1 | Ватерпольная арена Судьи: Адриан Александреску, Михайло Чирич |

| 5 августа 20:20 | Отчёт | Испания | 9 : 7 | Великобритания                                                                      | Ватерпольная арена Судьи: Кори Уильямс, Гус Пинкер |
| 5 августа 20:20 | Отчёт | Счёт по четвертям: 3:2, 3:0, 2:3, 1:2                                                                       |       |                                                                                     | Ватерпольная арена Судьи: Кори Уильямс, Гус Пинкер |
| 5 августа 20:20 | Отчёт | Анни Эспар, Лорена Миранда — 2 Дженнифер Пареха, Майка Гарсия, Она Месегуэр, Лаура Лопес, Росер Тарраго — 1 | Голы  | Франческа Пейнтер-Снелл — 3 Кьяра Гибсон-Бирн — 2 Фьона Маккэн, Хазель Масгроув — 1 | Ватерпольная арена Судьи: Кори Уильямс, Гус Пинкер |

#### 1/2 финала за 5—8-е места
| 7 августа 14:10 | Отчёт | Италия | 10 : 14 | Китай                                                                                         | Ватерпольная арена Судьи: Светлана Древаль, Антон Бервутс |
| 7 августа 14:10 | Отчёт | Счёт по четвертям: 2:5, 2:5, 2:2, 4:2                                                                     |         |                                                                                               | Ватерпольная арена Судьи: Светлана Древаль, Антон Бервутс |
| 7 августа 14:10 | Отчёт | Таня ди Марио — 4 Джулия Эммоло — 2 Федерика Радикки, Элиза Казанова, Симона Аббате, Роберта Бьянкони — 1 | Голы    | Ван И, Сунь Ятин, Тэн Фэй, Сон Донлунь, Ма Хуаньхуань, Чжан Лэй — 2 Хэ Цзинь, Сунь Юцзюнь — 1 | Ватерпольная арена Судьи: Светлана Древаль, Антон Бервутс |

| 7 августа 18:20 | Отчёт | Россия                                                                                               | 11 : 9 | Великобритания                                                                      | Ватерпольная арена Судьи: Денис Данелон, Герман Моллер |
| 7 августа 18:20 | Отчёт | Счёт по четвертям: 3:3, 1:2, 4:2, 3:2                                                                |        |                                                                                     | Ватерпольная арена Судьи: Денис Данелон, Герман Моллер |
| 7 августа 18:20 | Отчёт | Екатерина Прокофьева — 4 Софья Конух — 3 Евгения Хохрякова — 2 Евгения Иванова, Надежда Федотова — 1 | Голы   | Чло Уилкокс, Франческа Пейнтер-Снелл — 3 Анье Уистанли-Смит — 2 Хазель Масгроув — 1 | Ватерпольная арена Судьи: Денис Данелон, Герман Моллер |

#### 1/2 финала за 1—4-е места
| 7 августа 15:30 | Отчёт | США | 11 : 9 | Австралия                                                                         | Ватерпольная арена Судьи: Ульрих Шпигель, Мари Деслирес |
| 7 августа 15:30 | Отчёт | Счёт по четвертям: 3:3, 3:2, 1:1, 2:3. Дополнительное время: 2:0                                        |        |                                                                                   | Ватерпольная арена Судьи: Ульрих Шпигель, Мари Деслирес |
| 7 августа 15:30 | Отчёт | Мэгги Стефенс — 4 Мелисса Сейдеманн, Лорен Уэнджер — 2 Кортни Мэтьюсон, Ками Крэйг, Кортни Мэтьюсон — 1 | Голы   | Эш Саузерн — 4 Рови Уэбстер — 2 Гленкора Ральф, Никола Загейм, Гемма Бидсуорт — 1 | Ватерпольная арена Судьи: Ульрих Шпигель, Мари Деслирес |

| 7 августа 19:40 | Отчёт | Венгрия                                                                                  | 9 : 10 | Испания                                                                      | Ватерпольная арена Судьи: Драган Стамполия, Массимилиано Капути |
| 7 августа 19:40 | Отчёт | Счёт по четвертям: 1:2, 4:5, 2:2, 2:1                                                    |        |                                                                              | Ватерпольная арена Судьи: Драган Стамполия, Массимилиано Капути |
| 7 августа 19:40 | Отчёт | Дора Анталь, Габриэлла Сюч, Рита Дравуц — 2 Барбара Буйка, Рита Кестейи, Дора Цыгань — 1 | Голы   | Анни Эспар — 4 Пилар Пенья, Росер Тарраго — 2 Майка Гарсия, Она Месегуэр — 1 | Ватерпольная арена Судьи: Драган Стамполия, Массимилиано Капути |

#### Матч за 7-е место
| 9 августа 14:30 | Отчёт | Италия | 11 : 7 | Великобритания                                                                         | Ватерпольная арена Судьи: Дэниел Флехайв, Дьёрдь Юхас |
| 9 августа 14:30 | Отчёт | Счёт по четвертям: 2:3, 4:0, 3:2, 2:2                                                                     |        |                                                                                        | Ватерпольная арена Судьи: Дэниел Флехайв, Дьёрдь Юхас |
| 9 августа 14:30 | Отчёт | Таня ди Марио — 4 Джулия Эммоло — 3 Тереза Фрассинетти, Элиза Казанова, Аника Пелло, Джулия Рамбальди — 1 | Голы   | Фьона Маккэн, Франческа Клейтон — 2 Бекки Киршоу, Алекс Рутлидж, Кьяра Гибсон-Бирн — 1 | Ватерпольная арена Судьи: Дэниел Флехайв, Дьёрдь Юхас |

#### Матч за 5-е место
| 9 августа 15:50 | Отчёт | Китай                                                                   | 16 : 15 | Россия | Ватерпольная арена Судьи: Брайан Литлджон, Стивен Ротсарт |
| 9 августа 15:50 | Отчёт | Счёт по четвертям: 3:3, 5:6, 3:2, 3:3. Дополнительное время: 2:1        |         | | Ватерпольная арена Судьи: Брайан Литлджон, Стивен Ротсарт |
| 9 августа 15:50 | Отчёт | Ма Хауаньхуань — 6 Ван И — 4 Тэн Фэй — 3 Сунь Хуэйцзы — 2 Сунь Ятин — 1 | Голы    | Надежда Федотова, Александра Антонова — 4 Ольга Белова — 3 Ольга Беляева, Евгения Иванова, Диана Антонова, Екатерина Прокофьева — 1 | Ватерпольная арена Судьи: Брайан Литлджон, Стивен Ротсарт |

#### Матч за 3-е место
| 9 августа 18:40 | Отчёт | Австралия | 13 : 11 | Венгрия                                                                                    | Ватерпольная арена Судьи: Адриан Александреску, Драган Стамполия |
| 9 августа 18:40 | Отчёт | Счёт по четвертям: 2:1, 5:3, 3:4, 1:3. Дополнительное время: 2:0                                                 |         |                                                                                            | Ватерпольная арена Судьи: Адриан Александреску, Драган Стамполия |
| 9 августа 18:40 | Отчёт | Гемма Бидсуорт — 4 Эш Саузерн, Рови Уэбстер, Холли Линкольн-Смит — 2 Никола Загейм, Джейн Моран, Кейт Гюнтер — 1 | Голы    | Рита Кестейи — 3 Барбара Буйка, Габриэлла Сюч, Рита Дравуц — 2 Дора Анталь, Дора Чабаи — 1 | Ватерпольная арена Судьи: Адриан Александреску, Драган Стамполия |

#### Финал
| 9 августа 20:25 | Отчёт | США                                                                | 8 : 5 | Испания                             | Ватерпольная арена Судьи: Мари Деслирес, Георгиос Ставридис |
| 9 августа 20:25 | Отчёт | Счёт по четвертям: 1:1, 4:1, 2:0, 1:3                              |       |                                     | Ватерпольная арена Судьи: Мари Деслирес, Георгиос Ставридис |
| 9 августа 20:25 | Отчёт | Мэгги Стефенс — 5 Бренда Вилла, Хизер Петри, Мелисса Сейдеманн — 1 | Голы  | Дженнифер Пареха — 3 Анни Эспар — 2 | Ватерпольная арена Судьи: Мари Деслирес, Георгиос Ставридис |